# (263844) Johnfarrell
(263844) Johnfarrell – planetoida pasa głównego. Została odkryta 21 stycznia 2009 przez J. Hobarta. (263844) Johnfarrell okrąża Słońce w ciągu 4,55 roku w średniej odległości 2,74 j.a.
Planetoidzie tej nadano nazwę od nazwiska amerykańskiego fizyka i astronoma, obserwatora komet i gwiazd zmiennych Johna A. Farrella (ur. 1935).
Planetoida ta nosiła wcześniej tymczasowe oznaczenie 2009 BV7.